# 伦敦大火纪念碑
伦敦大火纪念碑（英語：Monument to the Great Fire of London），通常簡稱纪念碑（The Monument），是位於倫敦市的羅馬多立克柱式石柱，鄰近倫敦橋的北端，樹以紀念1666年倫敦大火。纪念碑興建於1671至1677年間，是世界上最高的獨立石柱。
伦敦大火纪念碑位於紀念碑街與費雪街山丘上，62公尺高，並且距離1666年9月2日倫敦大火發生處62公尺。興建地點的原址為費雪街聖瑪格麗特教堂，是倫敦大火所焚毀的第一座教堂。另外一個紀念碑，金男孩雕像（Golden Boy of Pye Corner），則位於大火熄滅之處史密斯菲爾市場。
紀念碑由帶有沟槽的多立克柱式石柱建成，最頂端有鍍金的紀念骨灰罈，是由克里斯多佛·雷恩與羅伯特·胡克所設計。紀念碑的高度象徵了其與大火發生處普丁巷（Pudding Lane）距離。
紀念碑內部有311層階梯。1788年至1842年間有六個人於此跳下自殺。因此自19世紀中，紀念碑頂上加裝了鐵欄杆以預防人們在此跳下。底部的三冊刻有拉丁文。南端記載的是查理二世在大火之後的作為。東端寫下紀念碑是如何製作的，在哪些市長的任內所完成的。北端記述大火如何開始，造成多少傷害，以及最後是如何被撲滅的。

## 科學功能

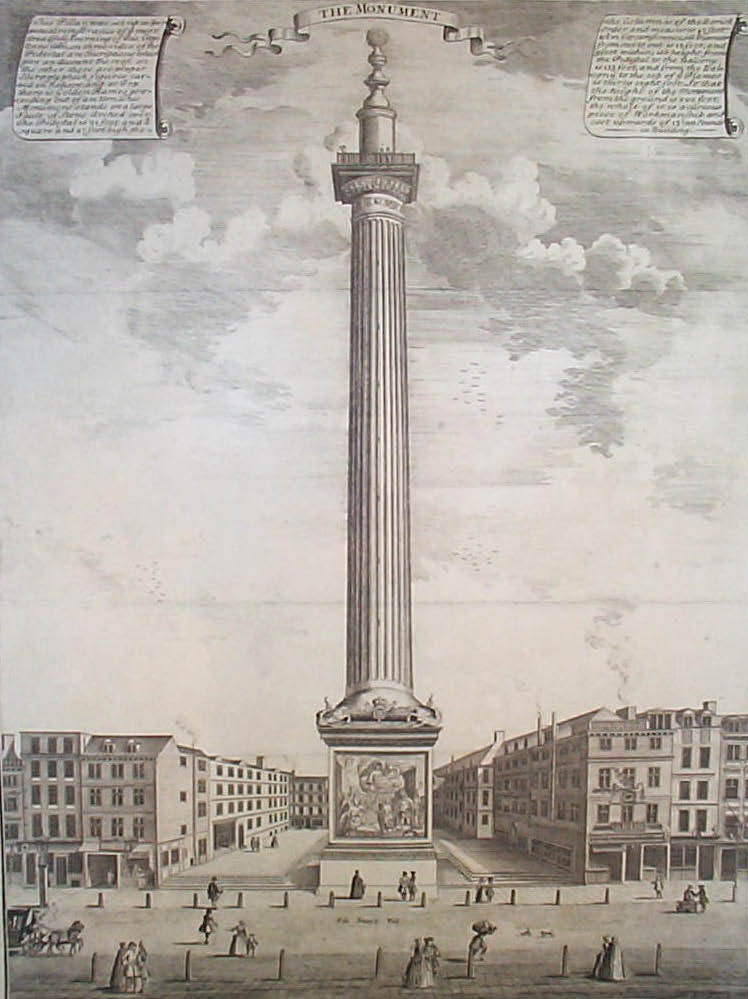
由克里斯多佛·雷恩所設計的纪念碑，呈現在Sutton Nicholls所畫圖中，約1753年。

雷恩和虎克建造紀念碑，使它成成為一種雙功能的科學儀器。它的中心軸是一架天頂望遠鏡，並連接到地下的實驗室（現在是售票亭），用於重力和擺的實驗中。但來自街道上繁忙車流引發的震動，使實驗的條件難以掌握。
一個有絞鍊蓋的甕被放置在中心軸的通道上，所有的階梯都是6英寸，這讓他們可以從事氣壓的研究。

## 全景系統
在2007－2009年翻修時，在紀念碑上安裝了360度的全景相機。相機24小時運作，每分鐘更新一次畫面。它提供天氣、建築和城市的地面活動紀錄。